# والدمار نیلسن
والدمار نیلسن (انگلیسی: Valdemar Nielsen; ۲۱ ژوئن ۱۸۷۹ – ۳ ژوئن ۱۹۵۴) دوچرخه‌سوار اهل دانمارک بود.